# Parc national des Zèbres de montagne
Le parc national des Zèbres de montagne (anglais : Mountain Zebra National Park, afrikaans :  Nasionale Bergkwaggapark) est un parc national sud-africain situé dans la province du Cap-Oriental. Créé en juillet 1937, il couvre 284,12 km2.

## Faune

### Mammifères

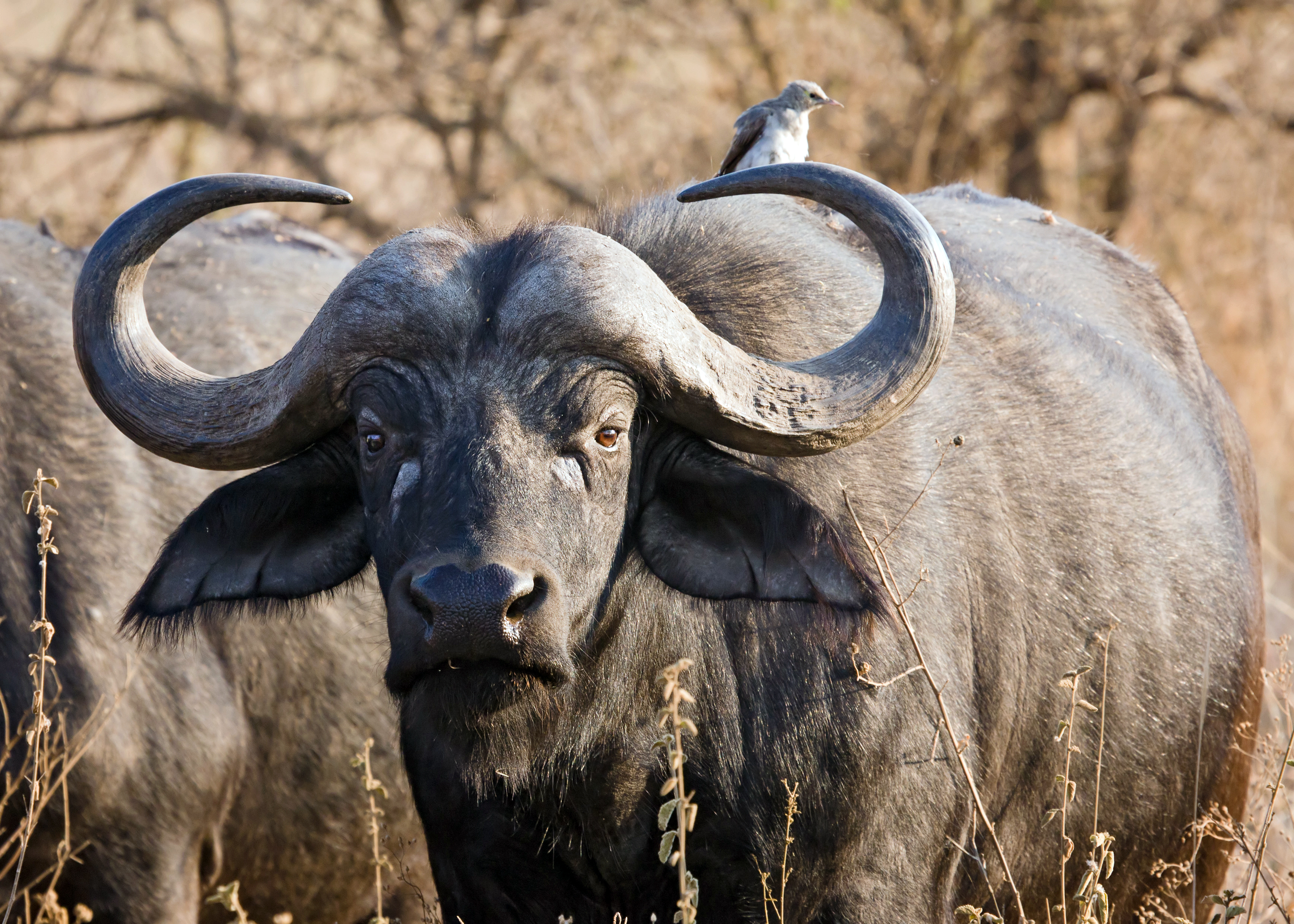
Buffle
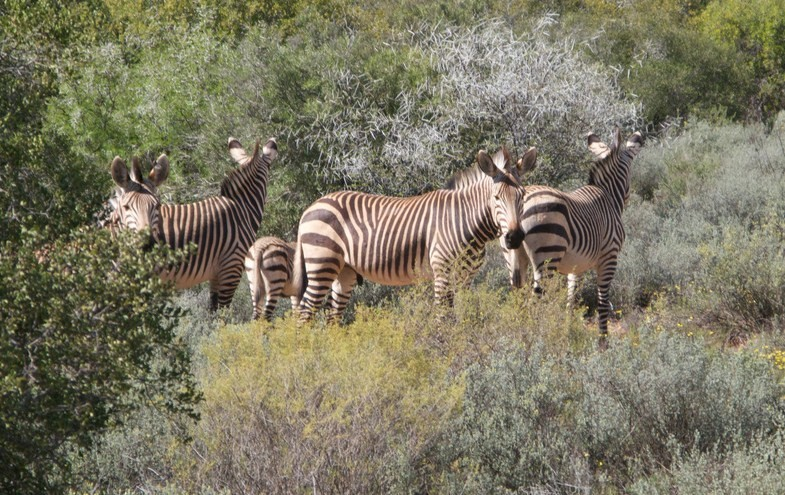
Zèbre de montagne
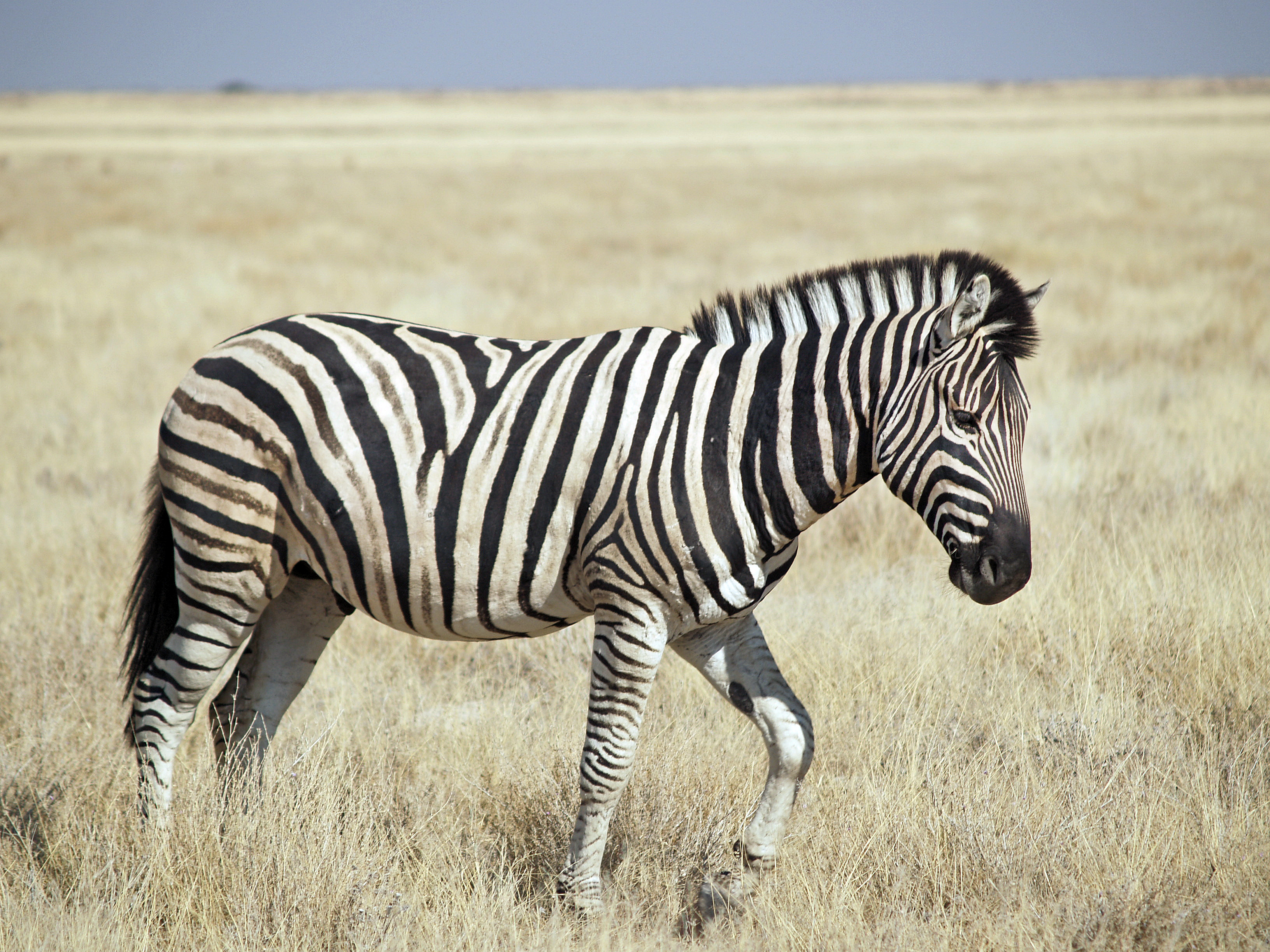
Burchell's zebra
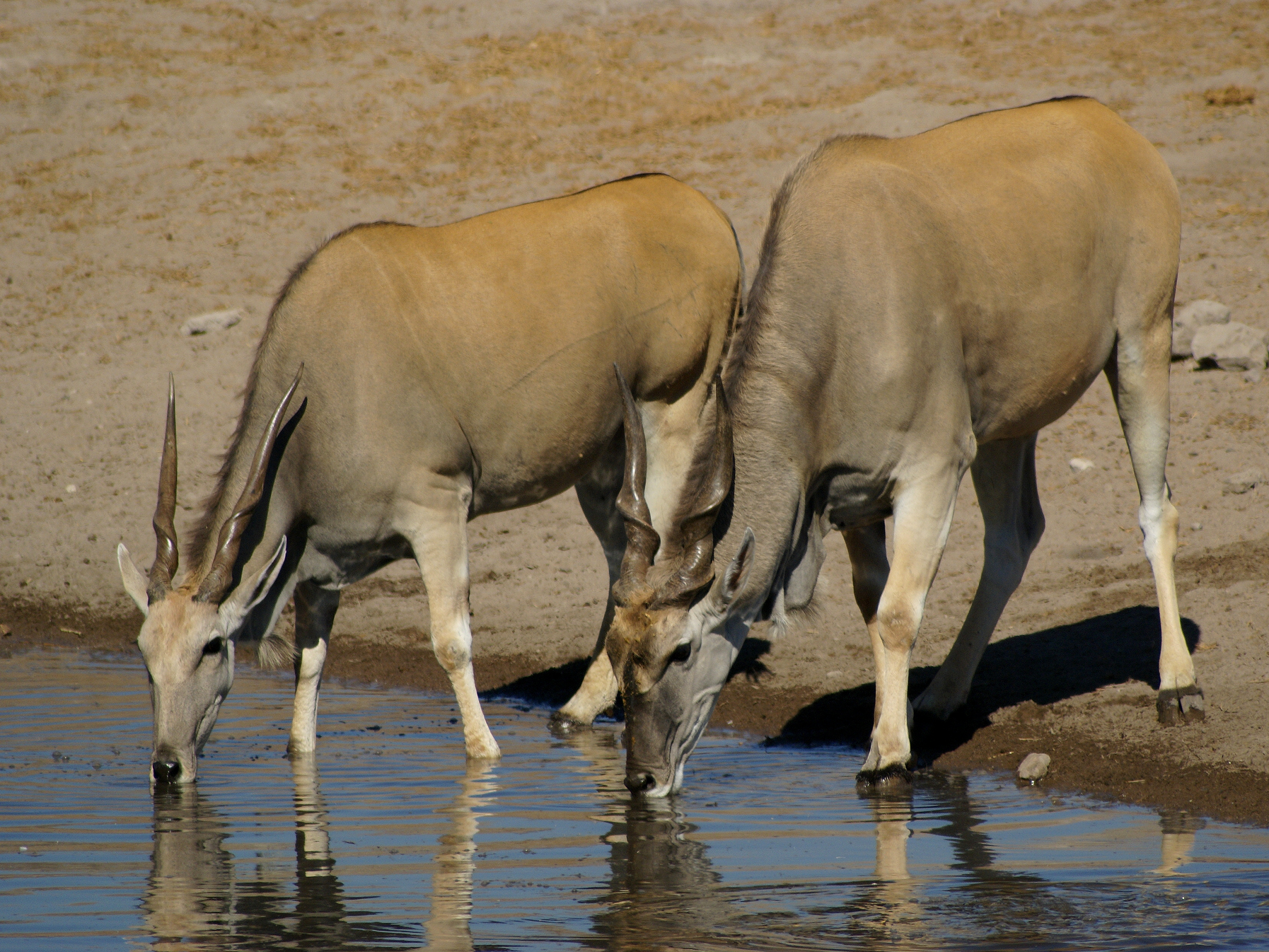
Éland
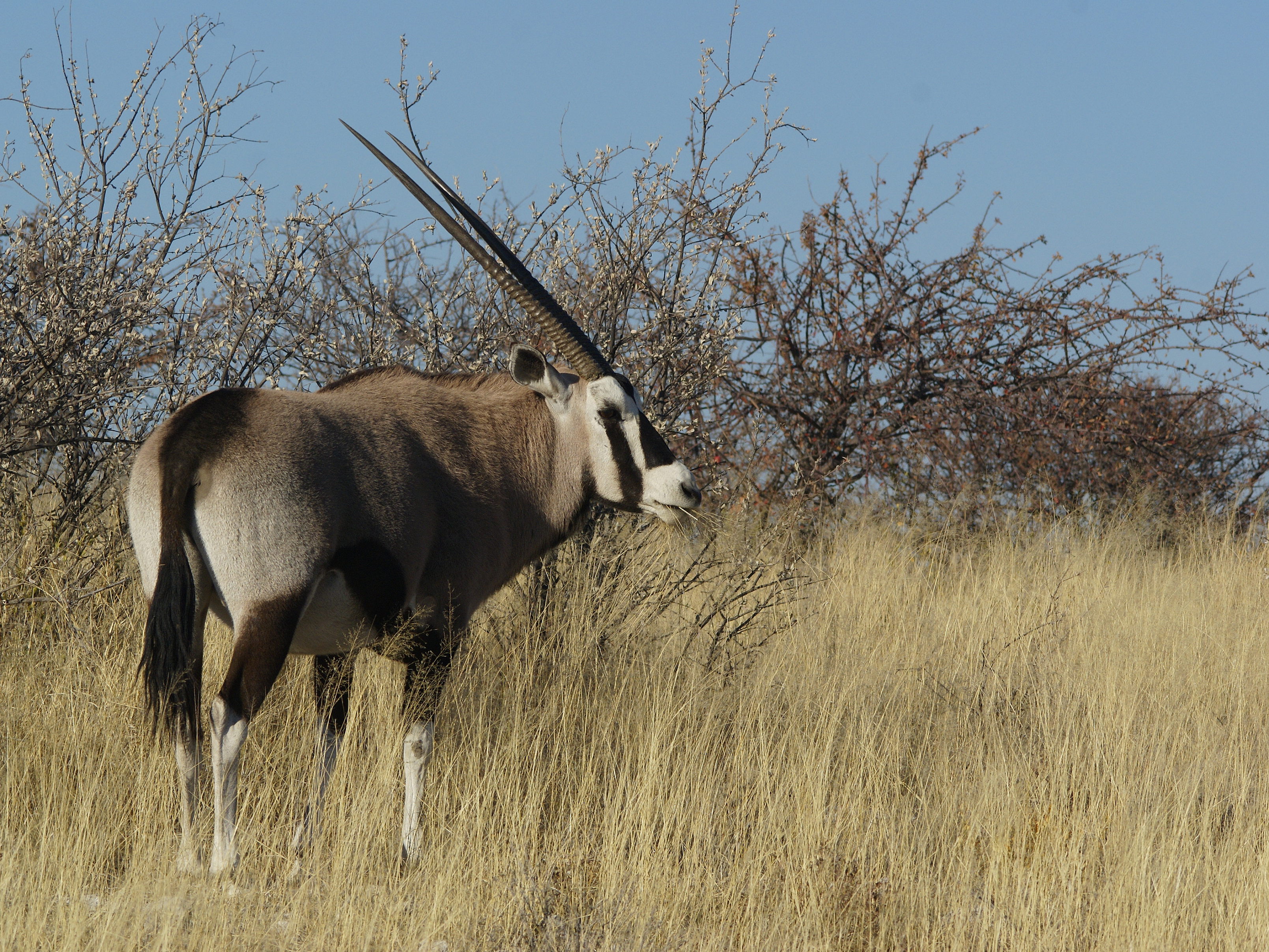
Oryx gazelle (Gemsbok)
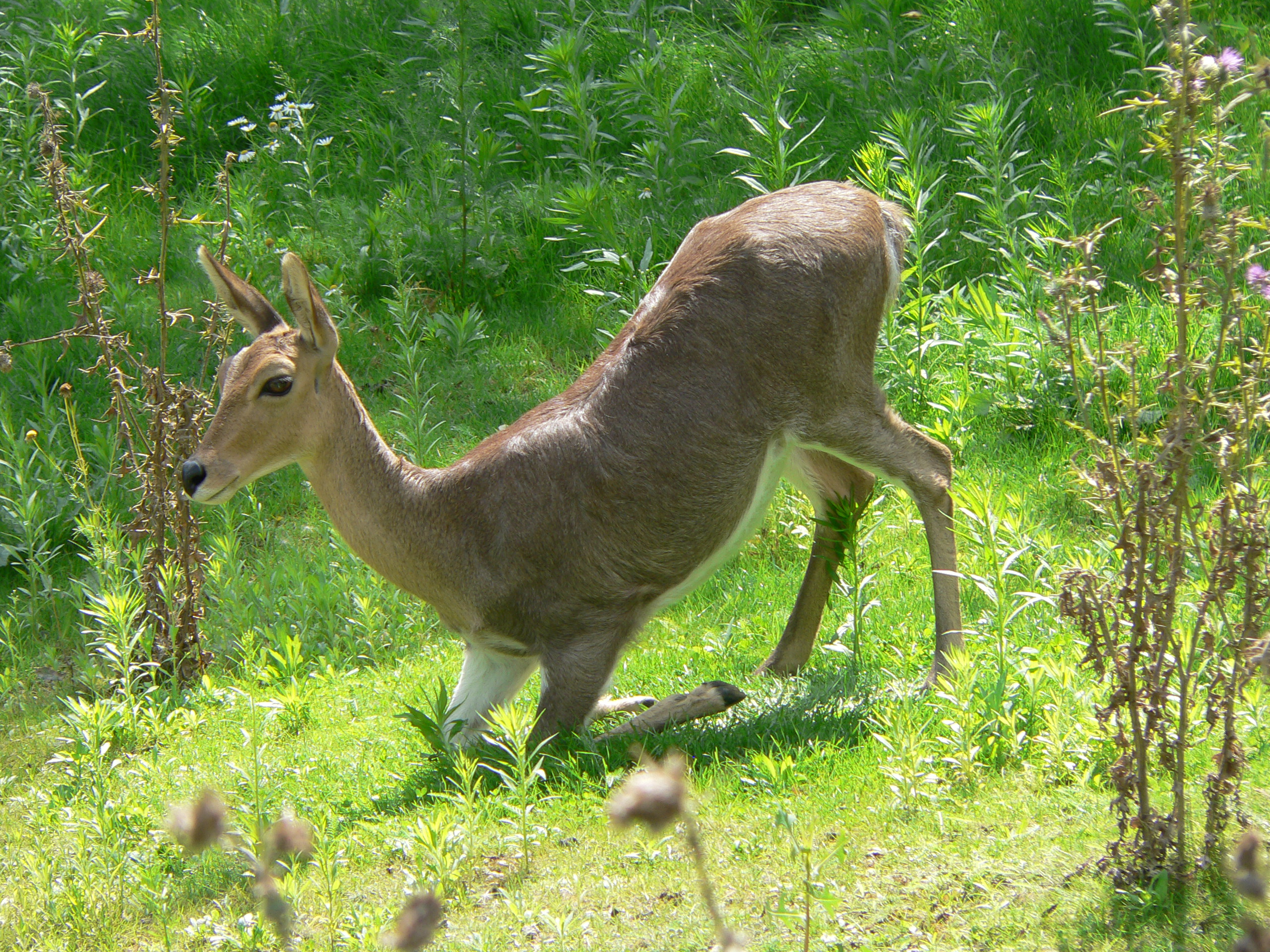
Cobe de montagne
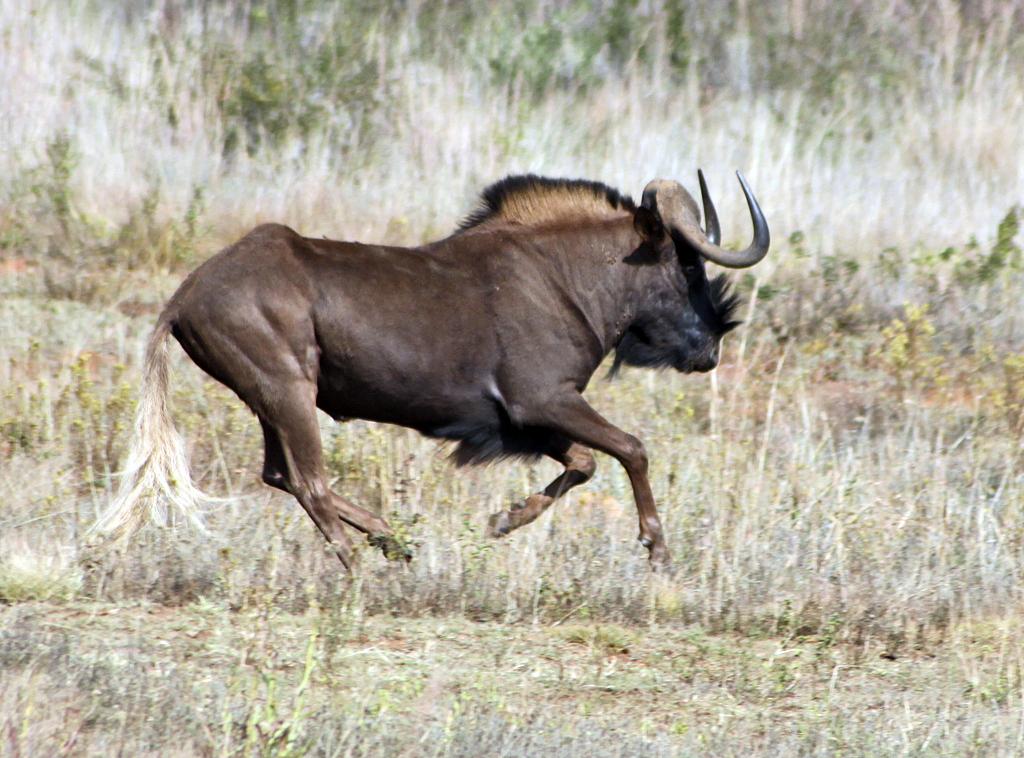
Gnou noir
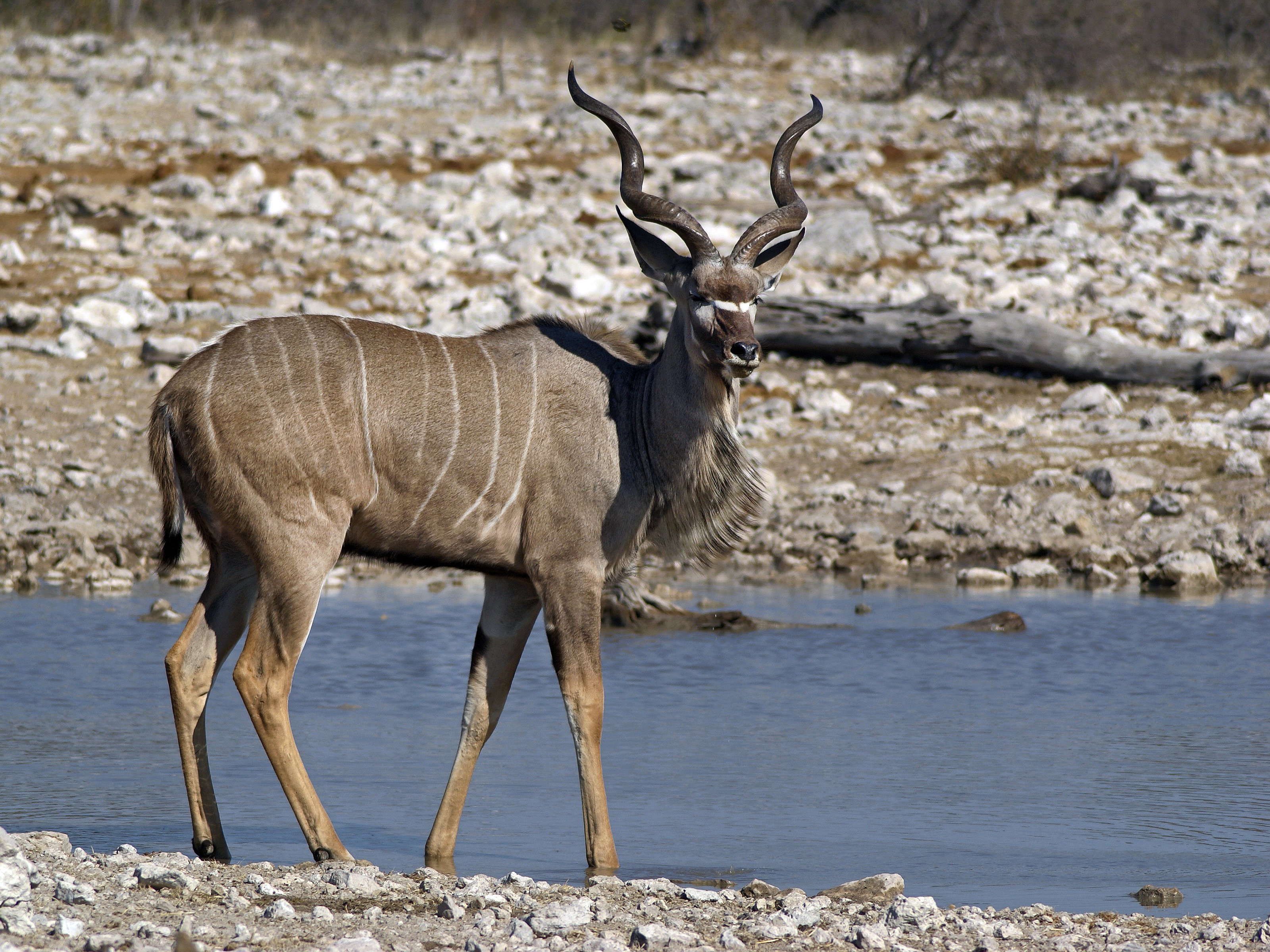
Grand koudou
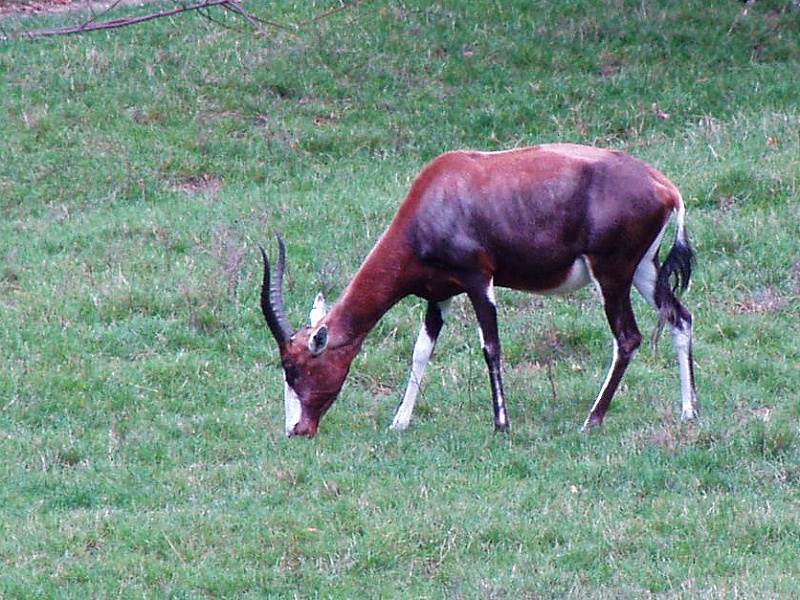
Blesbok
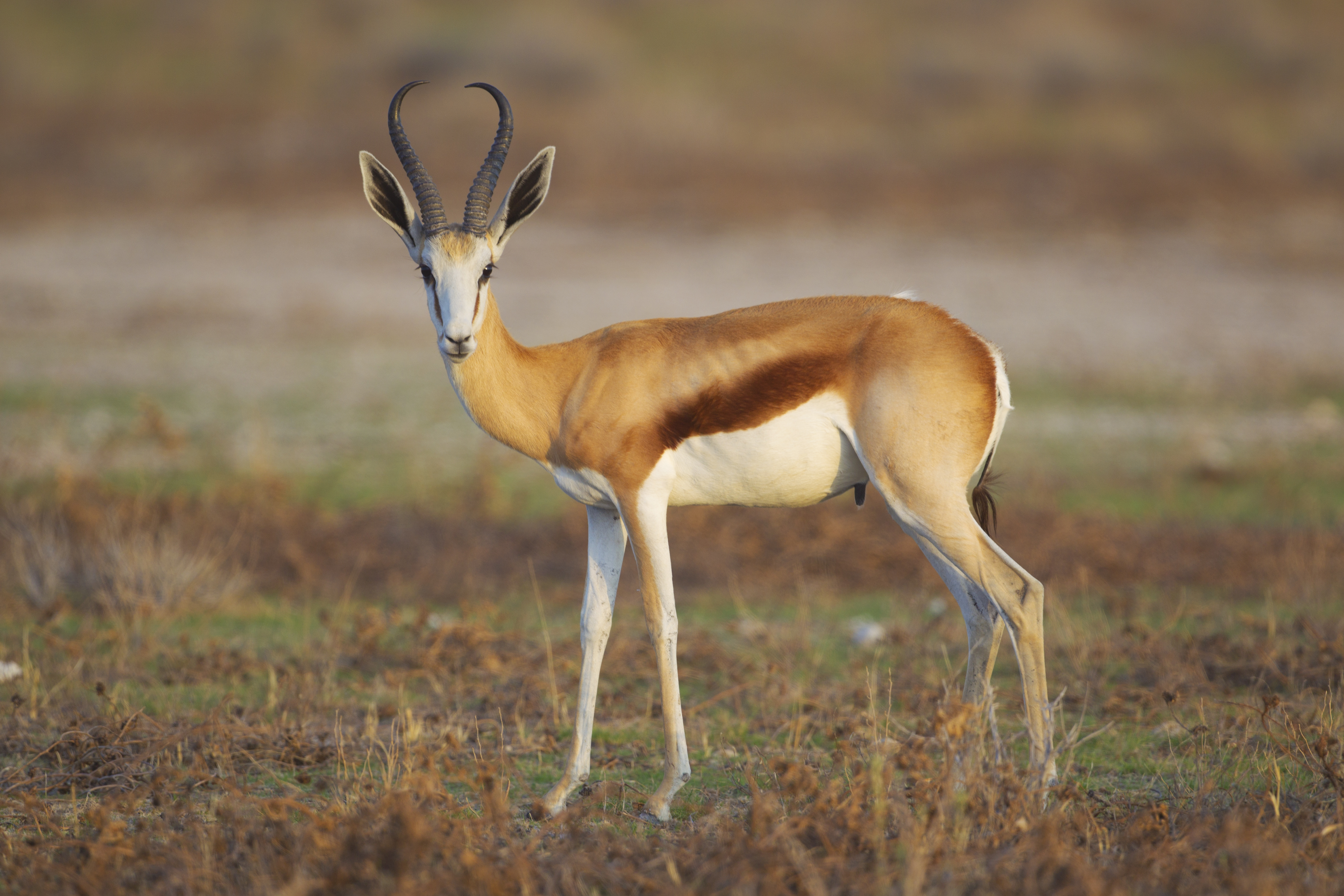
Springbok
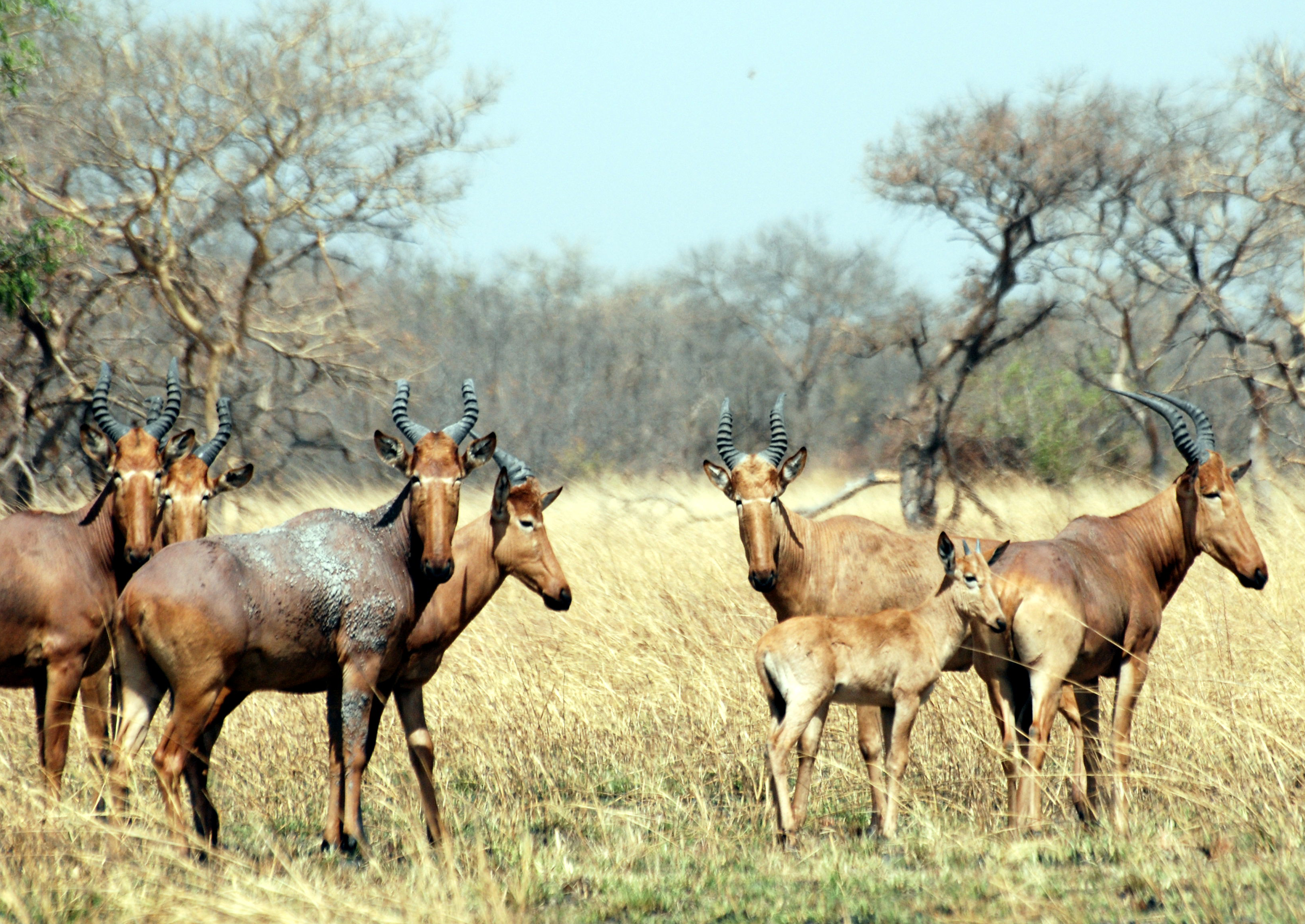
Alcelaphus caama
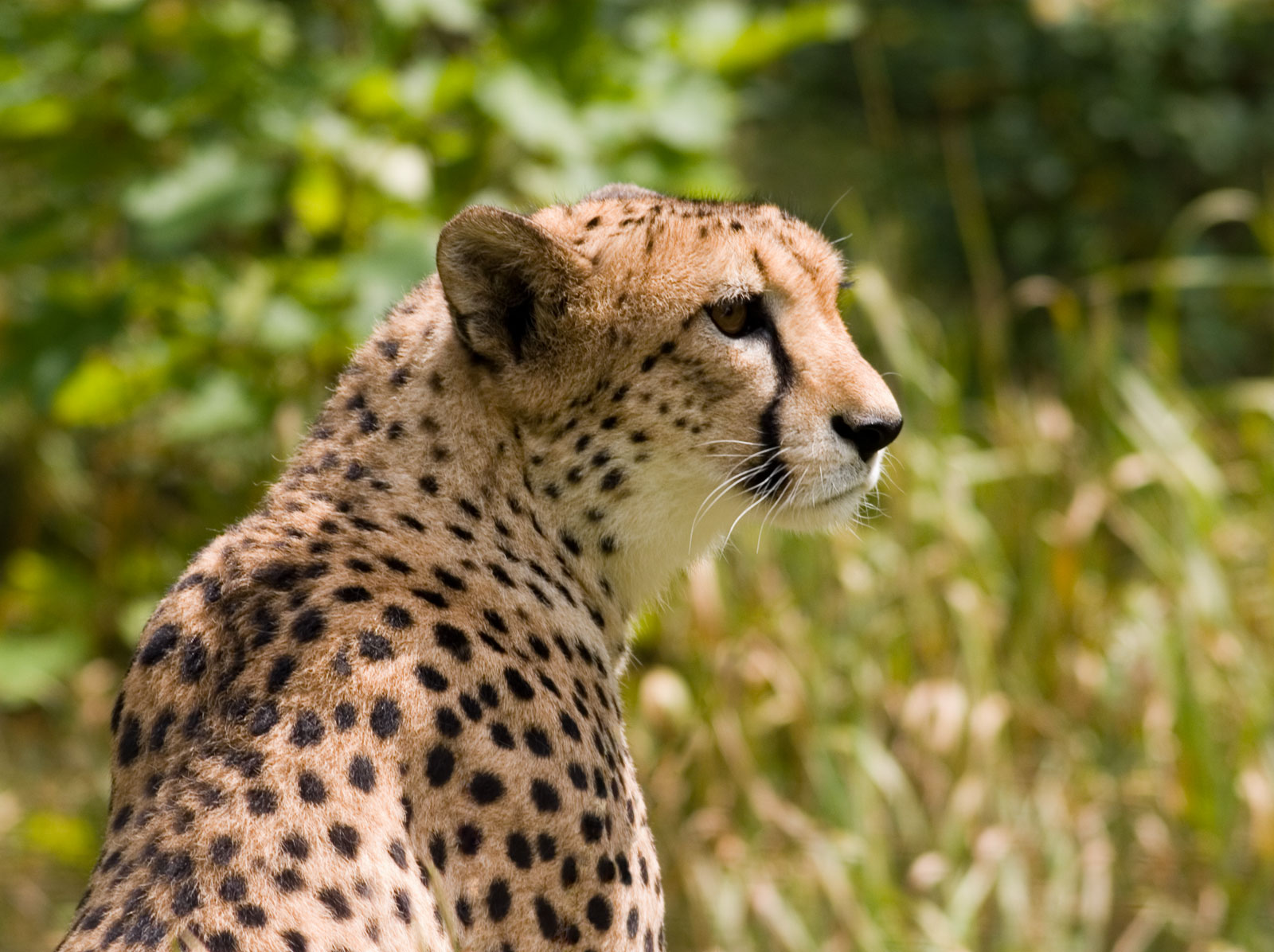
Guépard

### Oiseaux

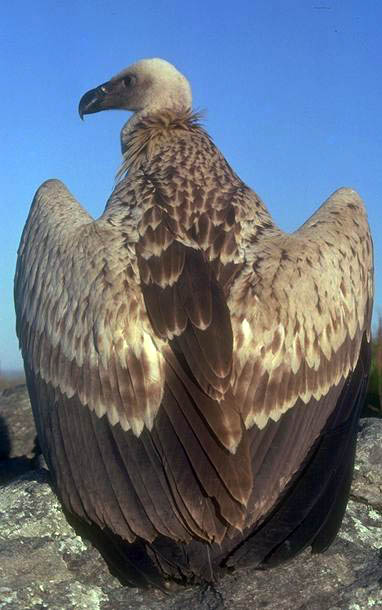
Vautour chassefiente
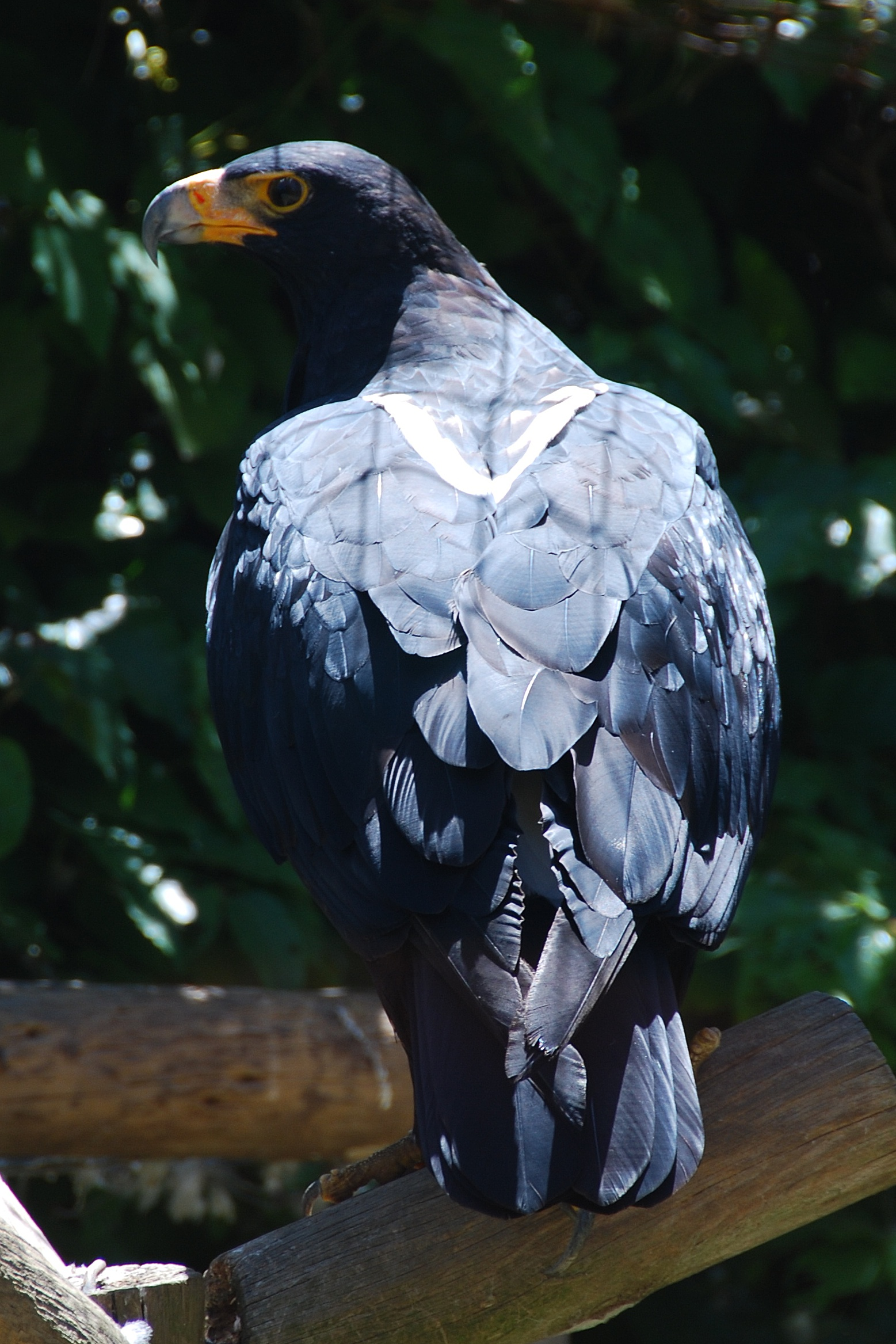
Aigle de Verreaux
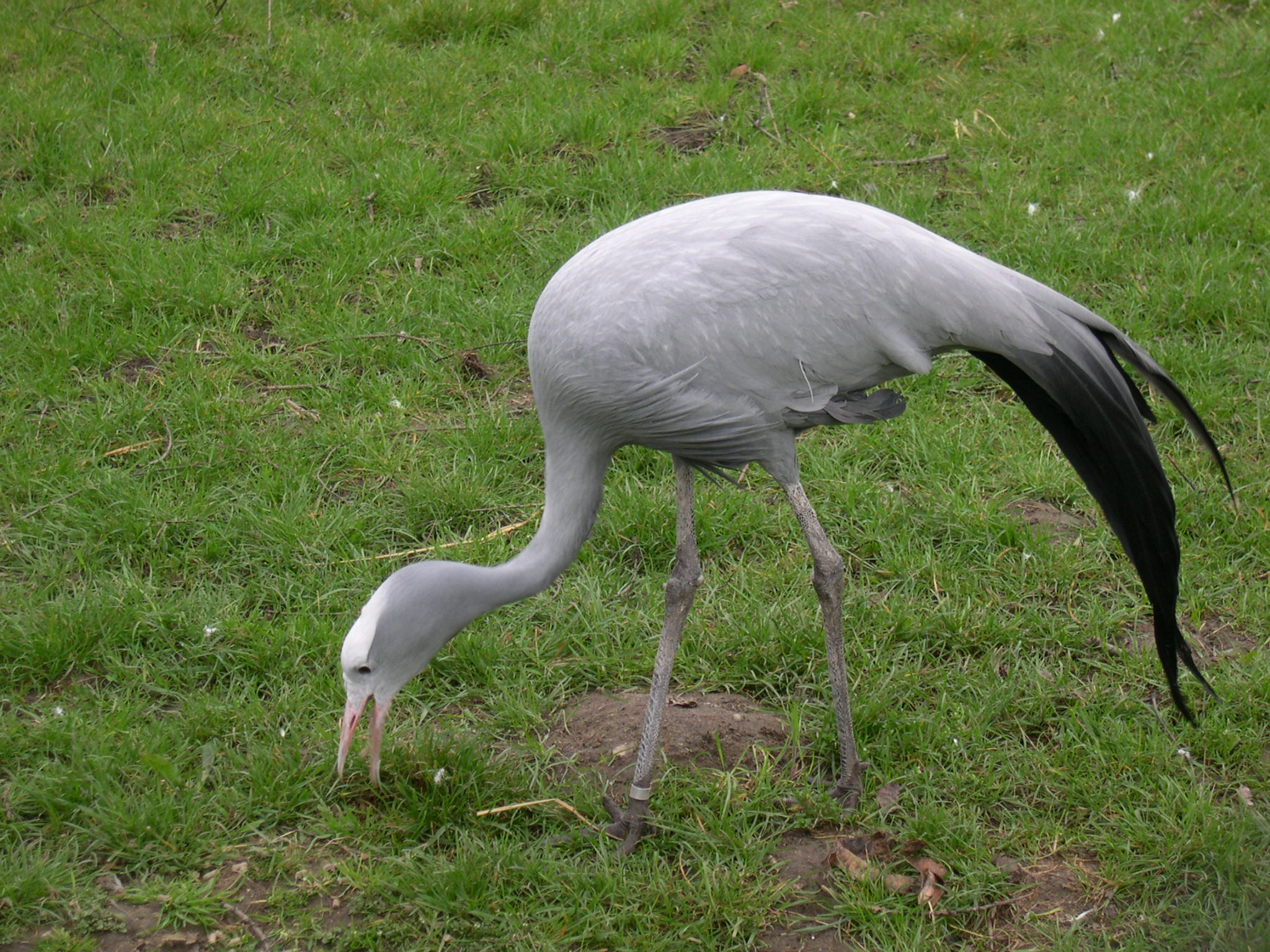
Grue de paradis
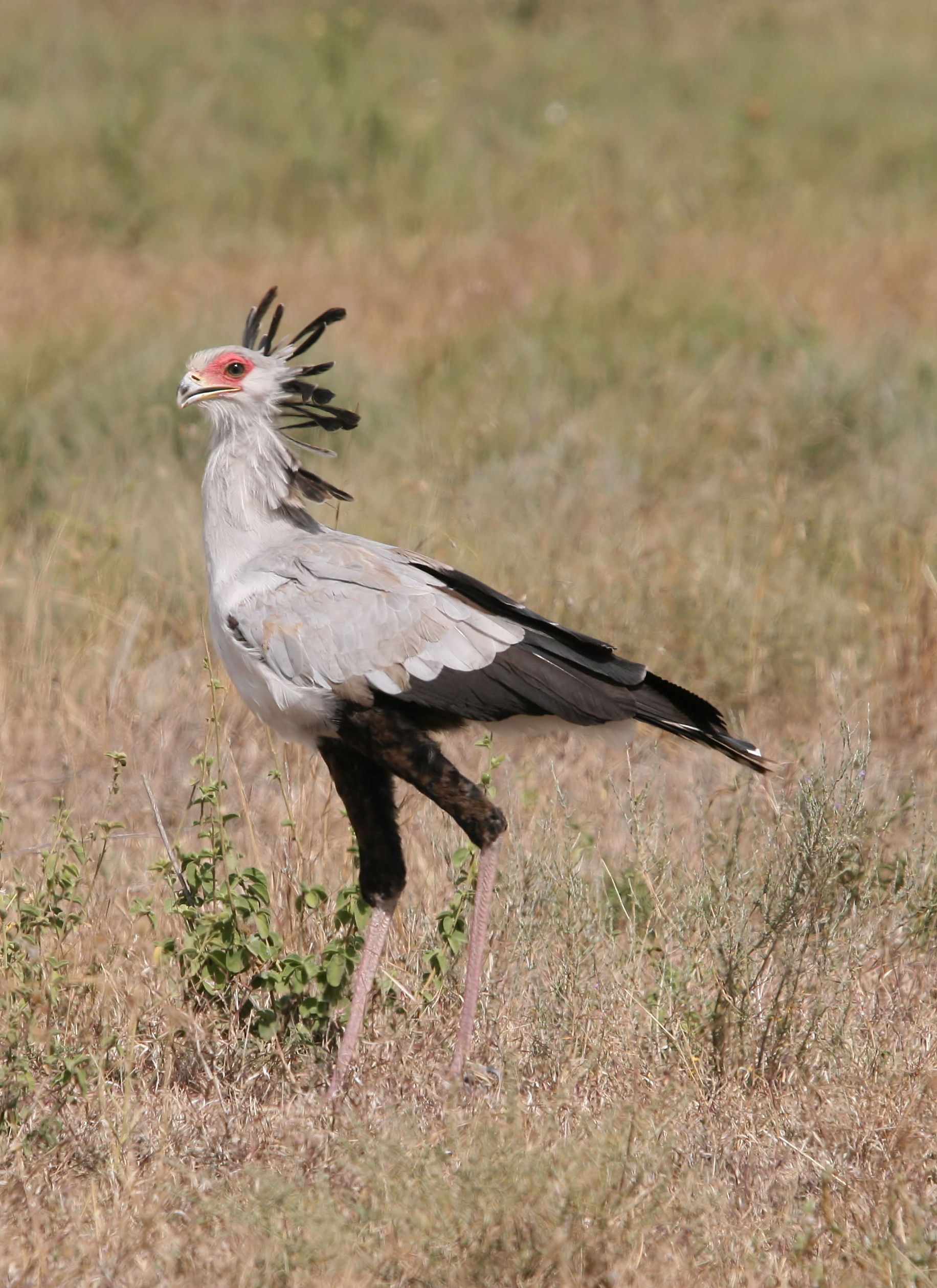
Messager sagittaire

### Serpents

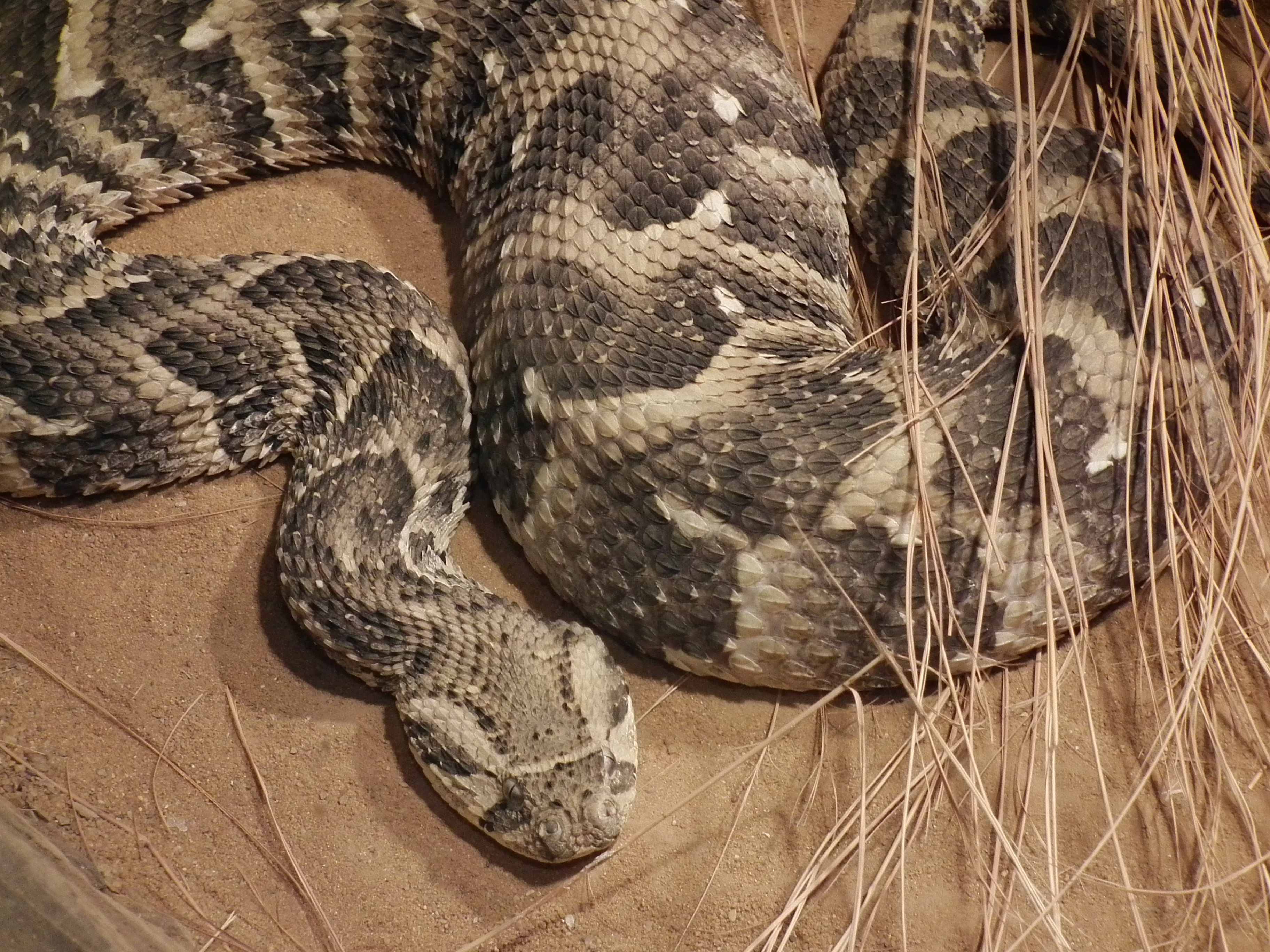
Vipère heurtante
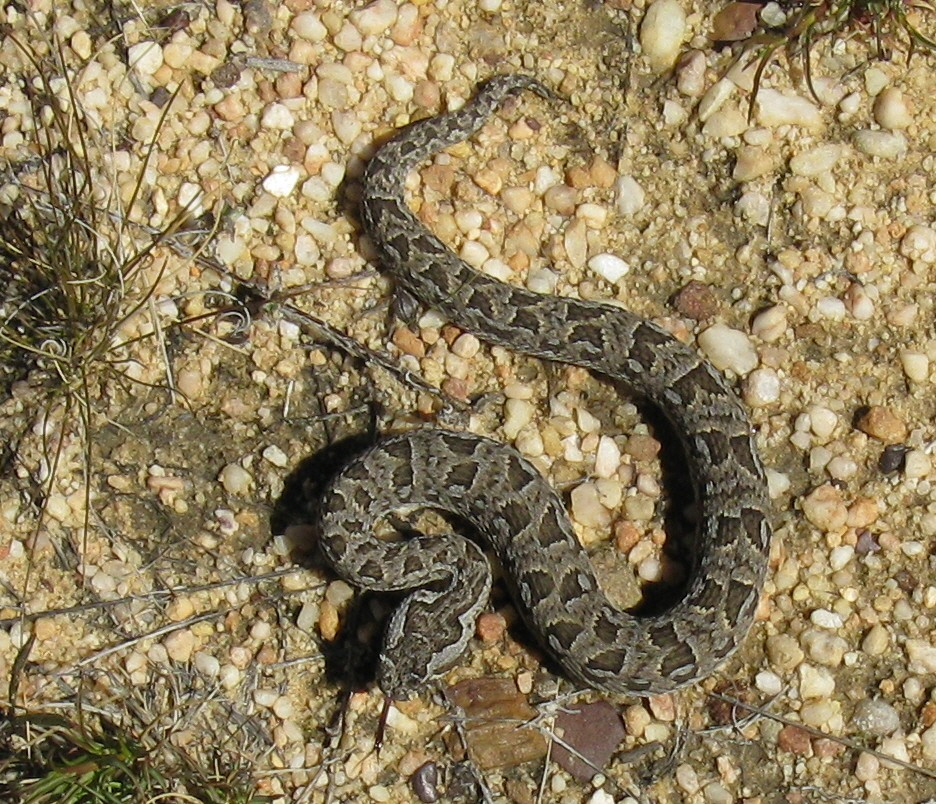
Bitis atropos
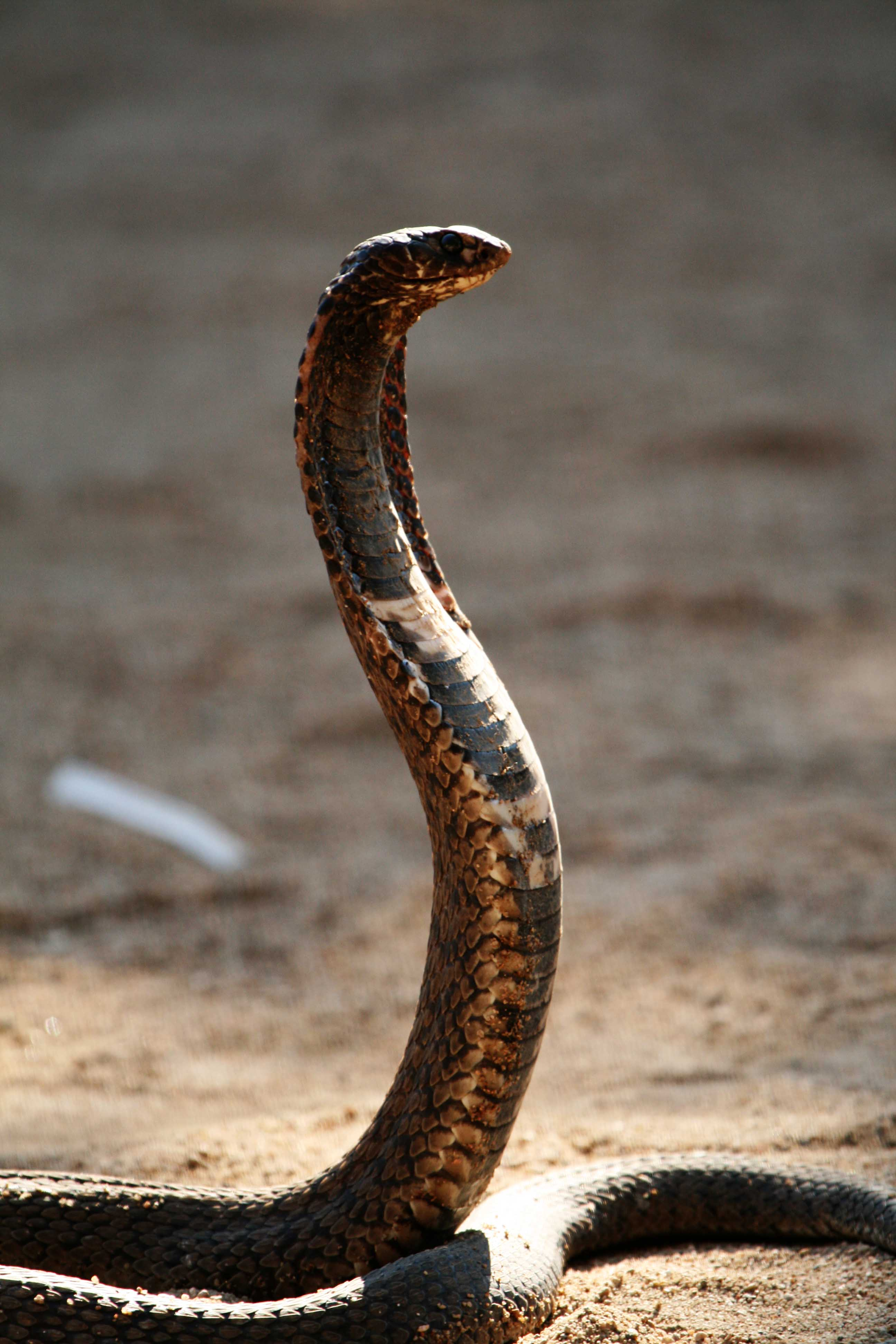
"Cobra cracheur" ou "Ringhal"

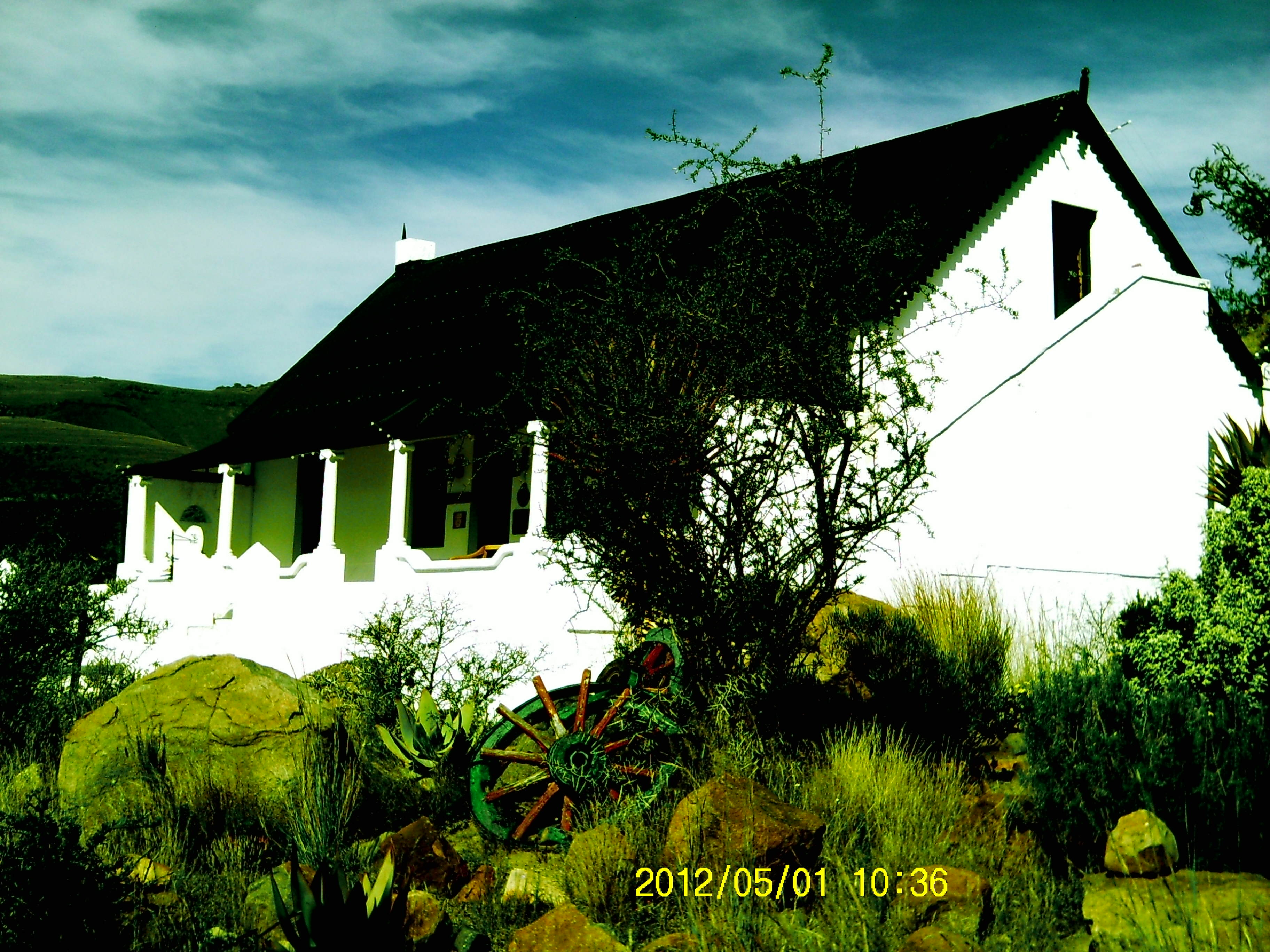
Doornhoek Guest house